# Polypedilum paulusi
Polypedilum paulusi är en tvåvingeart som beskrevs av Bidawid 1996. Polypedilum paulusi ingår i släktet Polypedilum och familjen fjädermyggor. Inga underarter finns listade i Catalogue of Life.